# Cucina marshallese

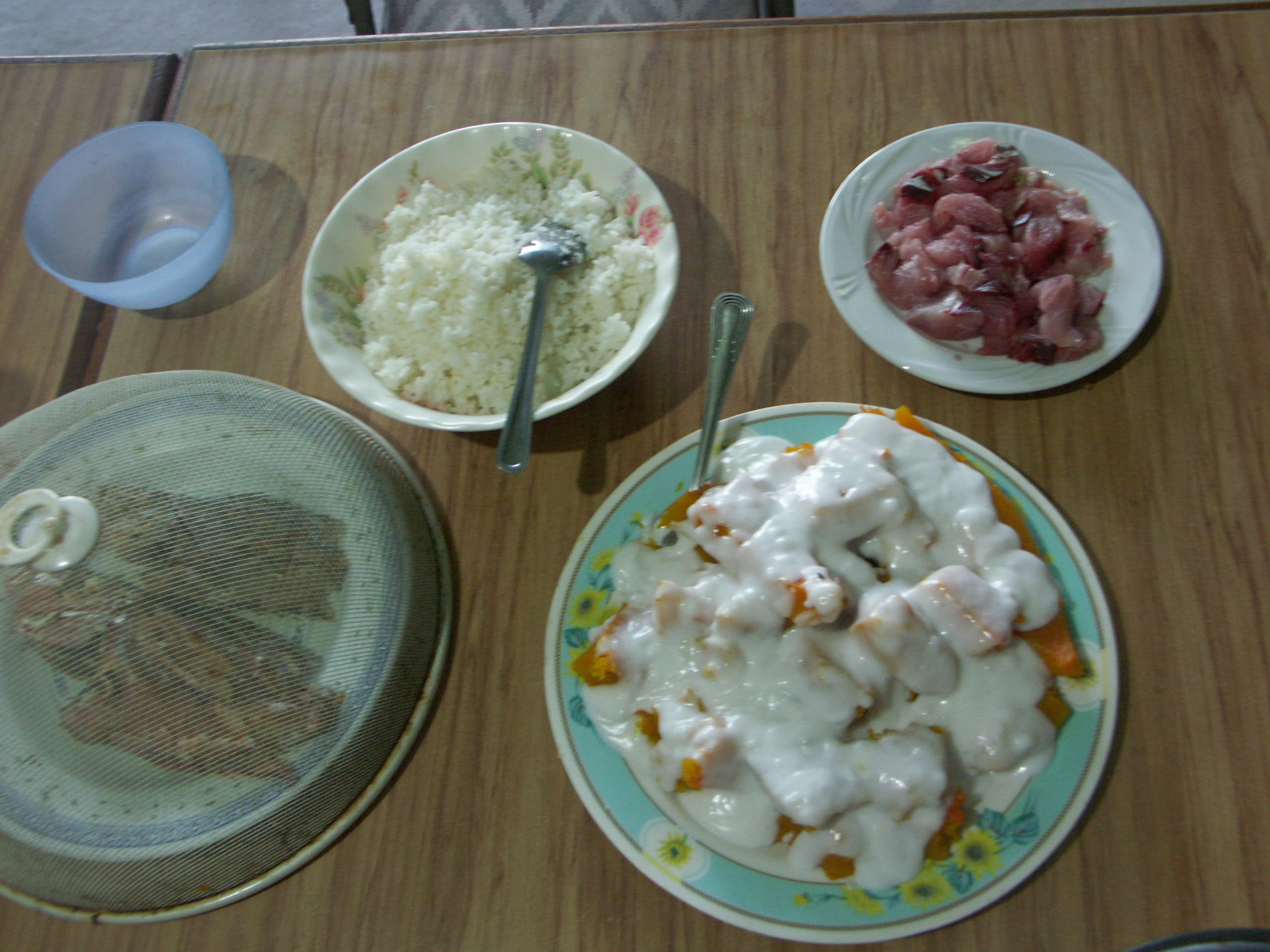
Alcuni piatti tipici marshallesi

La cucina marshallese include i cibi e le pratiche culinarie delle Isole Marshall.
I cibi autoctoni tradizionali più comuni includono il frutto dell'albero del pane (Artocarpus altilis), il cocco, le banane, la papaya, i frutti di mare, il pandano (in particolare Pandanus tectorius) e il bwiro, derivato dall'essiccazione del frutto dell'albero del pane. Inoltre viene consumato molto pesce, sia fresco (anche sotto forma di sashimi) che essiccato, nonché fritto. Il frutto di Artocarpus altilis è un tipico cibo da strada, così come il pesce: mediamente ogni marshallese consuma infatti circa 110 kilogrammi di pesce all'anno. Un crostaceo diffuso nell'arcipelago e regolarmente consumato è il paguro del cocco (Birgus latro). Tra gli altri cibi di abituale consumo figurano il maiale, il pollo, l'aragosta e, come bevanda, l'acqua di cocco.
Vari alimenti di importazione, come il riso, la farina, lo zucchero e il tè, sono molto comuni nella dieta della popolazione marshallese e nei piatti vanno spesso ad accompagnare gli alimenti autoctoni. In particolare il riso sta alla base di molteplici piatti, tra cui le polpette di riso.

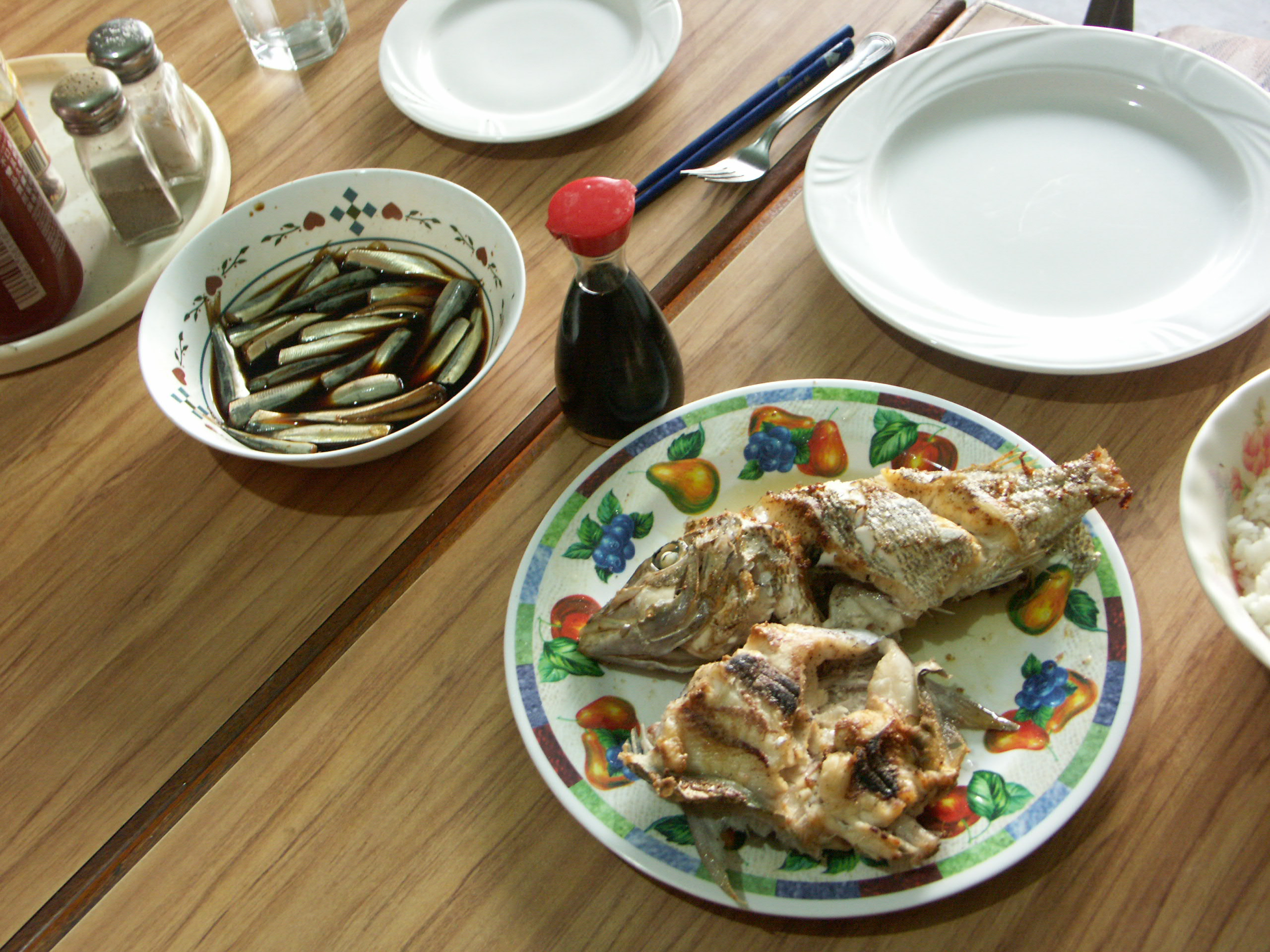
Pesce nelle Isole Marshall, preparato in vari modi

La lunga conservazione degli alimenti fa parte della storia delle isole ed è praticata ancora oggi, anche se non con la sistematicità del passato. Ad esempio, si prepara un impasto a base di pandano disidratato; tale impasto è chiamato mokwan nelle isole Ratak (Ailuk, Likiep e Mejit), situate nella porzione settentrionale dell'arcipelago, mentre è chiamato jããnkun nelle più meridionali isole Ralik di Ujae, Lae e Wotho. Se preparato nel modo corretto, l'impasto di pandano è conservabile e rimane edibile per anni.
Anche il bwiro, la cui preparazione prevede un processo di fermentazione e in seguito di cottura, può essere conservato per molti mesi senza adulterarsi. Esso consiste in un impasto di frutto dell'albero del pane che viene fatto fermentare, successivamente viene avvolto nelle foglie dell'albero del banano e viene cotto in un forno a terra, strumento di cottura tipico della cucina dell'Oceania. Il frutto dell'albero del pane può anche essere arrostito e poi consumato direttamente.
È inoltre piuttosto diffuso il consumo delle radici del taro (Colocasia esculenta, una pianta erbacea), dopo la macinazione di esse. La copra, ossia l'endosperma essiccato del seme del cocco, è un importante prodotto di esportazione delle Isole Marshall ed è usato per ricavare olio vegetale a seguito della sua frantumazione.

## Tradizioni connesse alla gastronomia
Nelle Isole Marshall il cibo riveste un ruolo significativo nelle celebrazioni e negli eventi speciali. Nella cultura marshallese è tradizione che il cibo venga periodicamente donato agli Iroij, i detentori del potere politico locale a vari livelli, come forma di riconoscenza e di rispetto.
Il kemem è una celebrazione tipica delle Isole Marshall che si svolge in occasione del primo compleanno di un bambino. Durante i kemem viene tradizionalmente servito un gran numero di piatti tipici marshallesi; la tradizione vuole che, oltre a consumare il cibo, gli invitati prelevino ciascuno un oggetto dalla casa del festeggiato, tanto che, secondo la cultura popolare, la generosità di una famiglia marshallese sarebbe tanto maggiore quanto più spoglia la casa in cui ha luogo il kemem si ritrovi al termine dell'evento.